# Пла-да-л'Астань
Пла-да-л'Аста́нь — район (кумарка) Каталонії (кат. Pla de l'Estany). Столиця району — м. Баньолас (кат. Banyoles).

## Муніципалітети
- Аспуналя (кат. Esponellà) — населення 441 особа;
- Баньолас (кат. Banyoles) — населення 17 451 особа;
- Біладамулс (кат. Vilademuls) — населення 769 осіб;
- Камос (кат. Camós) — населення 698 осіб;
- Краспія (кат. Crespià) — населення 247 осіб;
- Курнеля-дал-Террі (кат. Cornellà del Terri) — населення 2106 осіб;
- Палол-да-Рабардіт (кат. Palol de Revardit) — населення 459 осіб;
- Пуркерас (кат. Porqueres) — населення 4208 осіб;
- Сан-Мікел-да-Кампмажо (кат. Sant Miquel de Campmajor) — населення 218 осіб;
- Сарінья (кат. Serinyà) — населення 1084 особи;
- Фонкуберта (кат. Fontcoberta) — населення 1212 осіб.